# Novo Jardim
Novo Jardim es un municipio brasileño del estado del Tocantins. Se localiza a una latitud 11º49'26" sur y a una longitud 46º37'42" oeste, estando a una altitud de 0 metros. Su población estimada en 2004 era de 2 432 habitantes.
Posee un área de 1314,95 km².